# Jürgen Bergmann (Historiker)
Jürgen Bergmann (* 22. Januar 1936 in Hohenberg-Krusemark) ist ein deutscher Historiker und Politikwissenschaftler.
Bergmann wurde mit einer Studie über das Berliner Handwerk in der Frühindustrialisierung 1969 an der Freien Universität Berlin promoviert. Er war Professor für Sozialgeschichte des 19. und 20. Jahrhunderts am Fachbereich Politische Wissenschaft der Freien Universität Berlin.

## Schriften (Auswahl)
- Das Berliner Handwerk in den Frühphasen der Industrialisierung. Mit einer Einführung von Otto Büsch (= Einzelveröffentlichungen der Historischen Kommission zu Berlin. Bd. 11). Colloquium, Berlin 1973.
- (Hrsg.): Geschichte als politische Wissenschaft. Sozialökonomische Ansätze, Analyse politikhistorischer Phänomene, politologische Fragestellungen in der Geschichte (= Geschichte und Theorie der Politik. Bd. 1). Klett-Cotta, Stuttgart 1979.
- mit Heinrich Volkmann: Sozialer Protest. Studien zu traditioneller Resistenz und kollektiver Gewalt in Deutschland vom Vormärz bis zur Reichsgründung (= Schriften des Zentralinstituts für Sozialwissenschaftliche Forschung der Freien Universität Berlin. Bd. 44). Westdeutscher Verlag, Opladen 1984.
- Wirtschaftskrise und Revolution. Handwerker und Arbeiter 1848/49. Klett-Cotta, Stuttgart 1986.
- (Hrsg.): Arbeit, Mobilität, Partizipation, Protest. Gesellschaftlicher Wandel in Deutschland im 19. und 20. Jahrhundert. Westdeutscher Verlag, Opladen 1986.
- Regionen im historischen Vergleich. Studien zu Deutschland im 19. und 20. Jahrhundert (= Schriften des Zentralinstituts für Sozialwissenschaftliche Forschung der Freien Universität Berlin. Bd. 55). Westdeutscher Verlag, Opladen 1989.